# Eric Molina
Eric Molina (* 26. April 1982 in Raymondville, Texas als Eric Lee Molina) ist ein US-amerikanischer Boxer mexikanischer Abstammung im Schwergewicht.
Am 27. April 2013 schlug Molina Tony Grano durch einstimmigen Beschluss und wurde dadurch nordamerikanischer Meister. Im darauffolgenden Jahr unterlag er dem WBC-Weltmeister Deontay Wilder durch klassischen Knockout in der 9. Runde. Obwohl Molina bis zum K. o. nach Punkten deutlich zurücklag, verkaufte er sich für seine Verhältnisse recht gut.
Im April 2016 boxte Molina gegen den Polen Tomasz Adamek um den vakanten interkontinentalen Titel des Verbandes IBF und siegte in Runde 10 durch K. o.
Am 10. Dezember 2016 boxte Molina gegen den amtierenden IBF-Weltmeister im Schwergewicht, Anthony Joshua, in Manchester, England um die Weltmeisterschaft der International Boxing Federation (IBF). Er war chancenlos und verlor durch technischen K. o. in der dritten Runde.